# Individualprophylaxe
Die Individualprophylaxe ist der Überbegriff für durch den Zahnarzt erbrachte prophylaktische Maßnahmen am einzelnen Patienten. Zu differenzieren ist zwischen Individualprophylaxe bei Kindern und Jugendlichen einerseits und Erwachsenen andererseits.

## Vorsorgeuntersuchung
Bei einer Zahnvorsorgeuntersuchung werden die Zähne und der Mundraum eingehend untersucht, um eventuelle Zahn-, Mund- und Kieferkrankheiten festzustellen. Über den Inhalt der Vorsorgeuntersuchung siehe

## Individualprophylaxe bei Kindern und Jugendlichen

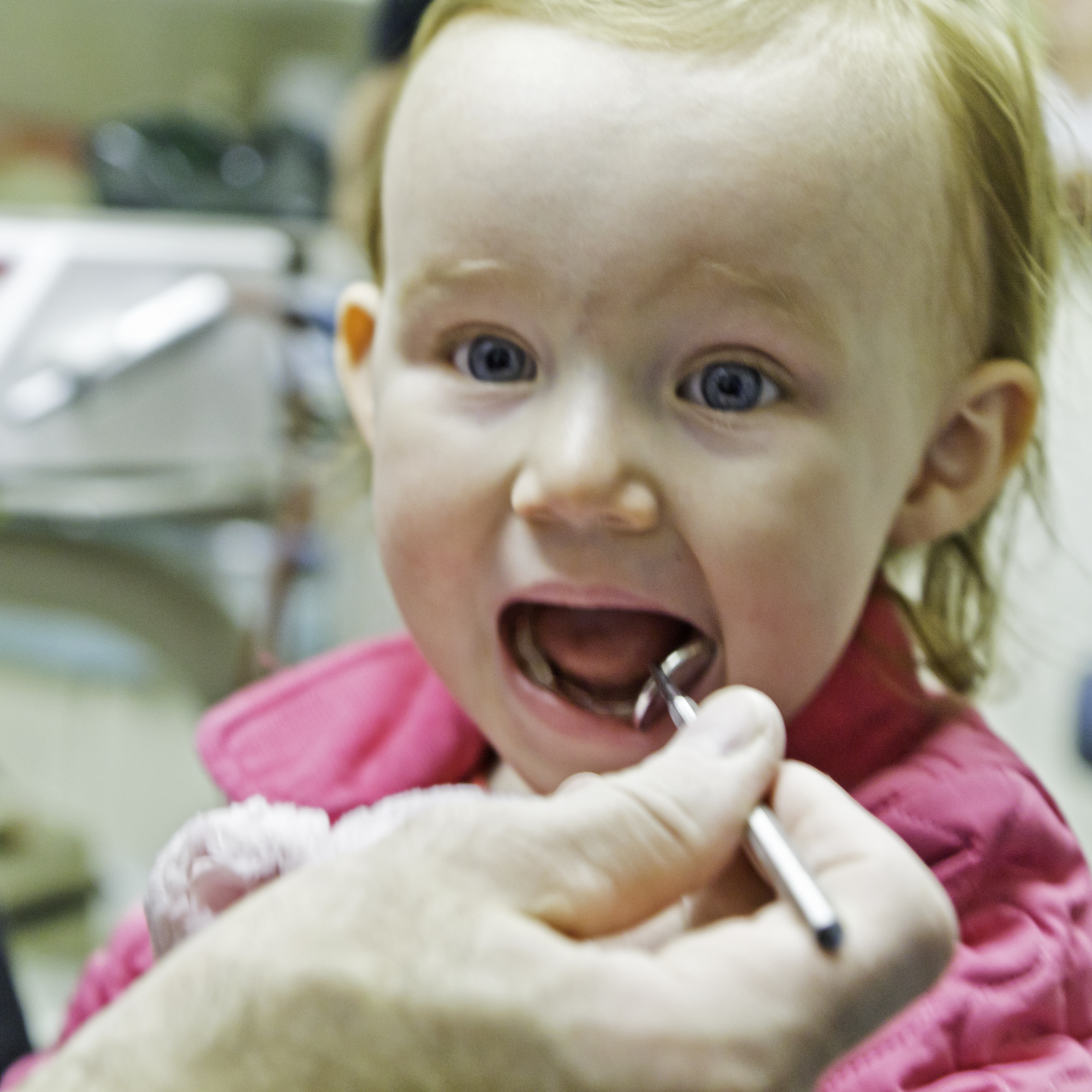
Erster Zahnarztbesuch

Die Individualprophylaxe bei Kindern und Jugendlichen wird durch den Gesetzgeber besonders gefördert und wurde durch den § 22 SGB V als Kassenleistung verankert.

„(1) Versicherte, die das sechste, aber noch nicht das achtzehnte Lebensjahr vollendet haben, können sich zur Verhütung von Zahnerkrankungen einmal in jedem Kalenderhalbjahr zahnärztlich untersuchen lassen.
(2) Die Untersuchungen sollen sich auf den Befund des Zahnfleisches, die Aufklärung über Krankheitsursachen und ihre Vermeidung, das Erstellen von diagnostischen Vergleichen zur Mundhygiene, zum Zustand des Zahnfleisches und zur Anfälligkeit gegenüber Karieserkrankungen, auf die Motivation und Einweisung bei der Mundpflege sowie auf Maßnahmen zur Schmelzhärtung der Zähne erstrecken.
(3) Versicherte, die das sechste, aber noch nicht das achtzehnte Lebensjahr vollendet haben, haben Anspruch auf Fissurenversiegelung der Molaren.“

Durch Ermächtigung im § 92 SGB V hat der Gemeinsame Bundesausschuss (G-BA) zum 1. Januar 2004 Richtlinien erlassen.

## Leistungen der Gesetzlichen Krankenversicherung
Zur Durchführung der Individualprophylaxeleistungen bei Kindern und Jugendlichen fanden mehrere Gebührenpositionen in den Einheitlichen Bewertungsmaßstab für zahnärztliche Leistungen (BEMA) Einzug, der Grundlage der Abrechnung des Zahnarztes mit den Krankenkassen der Gesetzlichen Krankenversicherung darstellt. Die Individualprophylaxeleistungen werden mit den Buchstaben IP abgekürzt. Die Abrechnung erfolgt über die Kassenzahnärztliche Vereinigung.

### Frequenz
Zwei Drittel der Kinder zwischen zwei und sechs Jahren gehen nicht zu einem Zahnarzt oder einer Zahnärztin. Auch rund 30 Prozent der Erwachsenen haben gemäß einer Auswertung der BARMER GEK im Jahr 2014 keinen Zahnarzt aufgesucht.

### Kinder und Jugendliche

#### FU – Zahnärztliche Früherkennungsuntersuchung
Die zahnärztliche Früherkennungsuntersuchung eines Kindes kann vom 30. bis zum 72. Lebensmonat höchstens dreimal nach der BEMA Gebührenziffer FU abgerechnet werden.
Die 1. Früherkennungsuntersuchung hat grundsätzlich im 3. Lebensjahr zu erfolgen. Erfolgt die 1. FU später, dann hat das Kind nur noch Anspruch auf zwei FUs.
Ausnahmen können sein:
- verspäteter Zahndurchbruch
- langdauernde Erkrankung des Kindes, die einen Zahnarztbesuch nicht zuließ

Der Mindestabstand zwischen zwei Früherkennungsuntersuchungen beträgt 12 Monate.
Für gesetzlich krankenversicherte Kleinkinder bis zum vollendeten 33. Lebensmonat sind ab 1. Juli 2019 drei zusätzliche zahnärztliche Früherkennungsuntersuchungen vorgesehen. So entschied der Gemeinsame  Bundesausschuss (G-BA) am 17. Januar 2018. Sie beinhalten unter anderem die eingehende Untersuchung des Kindes, die Beratung der Eltern und eine Anleitung zum täglichen Zähneputzen beim Kleinkind. Dazu haben Kleinkinder bis zum 33. Lebensmonat zusätzlichen Anspruch auf eine Zahnschmelzhärtung mit Fluoridlack zweimal je Kalenderhalbjahr in der Zahnarztpraxis.

#### IP 1 Mundhygienestatus
Der Mundhygienestatus nach IP 1 ist einmal je Kalenderhalbjahr und nur bei einer Einzelunterweisung abrechenbar. Bei 6–11-jährigen Patienten muss kein Nachweis hierüber im Bonusheft geführt werden. Für 12–17-jährige Patienten muss das Datum der IP1 (auch wenn keine Plaque-Retentionsstellen festgestellt werden) einmal pro Kalenderhalbjahr in das Bonusheft eingetragen werden.
Die Erhebung des Mundhygienestatus umfasst die Beurteilung der Mundhygiene und des Gingivazustands anhand eines geeigneten Indexes (z. B. Approximalraum-Plaqueindex, Quigley-Hein-Index, Papillenblutungsindex; der einmal gewählte Index ist beizubehalten), die Feststellung und Beurteilung von Plaque-Retentionsstellen und ggf. das Anfärben der Zähne. Auch die Erstellung von Bissflügel-Röntgenaufnahmen zur Kariesdiagnostik kann angezeigt sein.

#### IP 2 Mundgesundheitsaufklärung bei Kindern und Jugendlichen

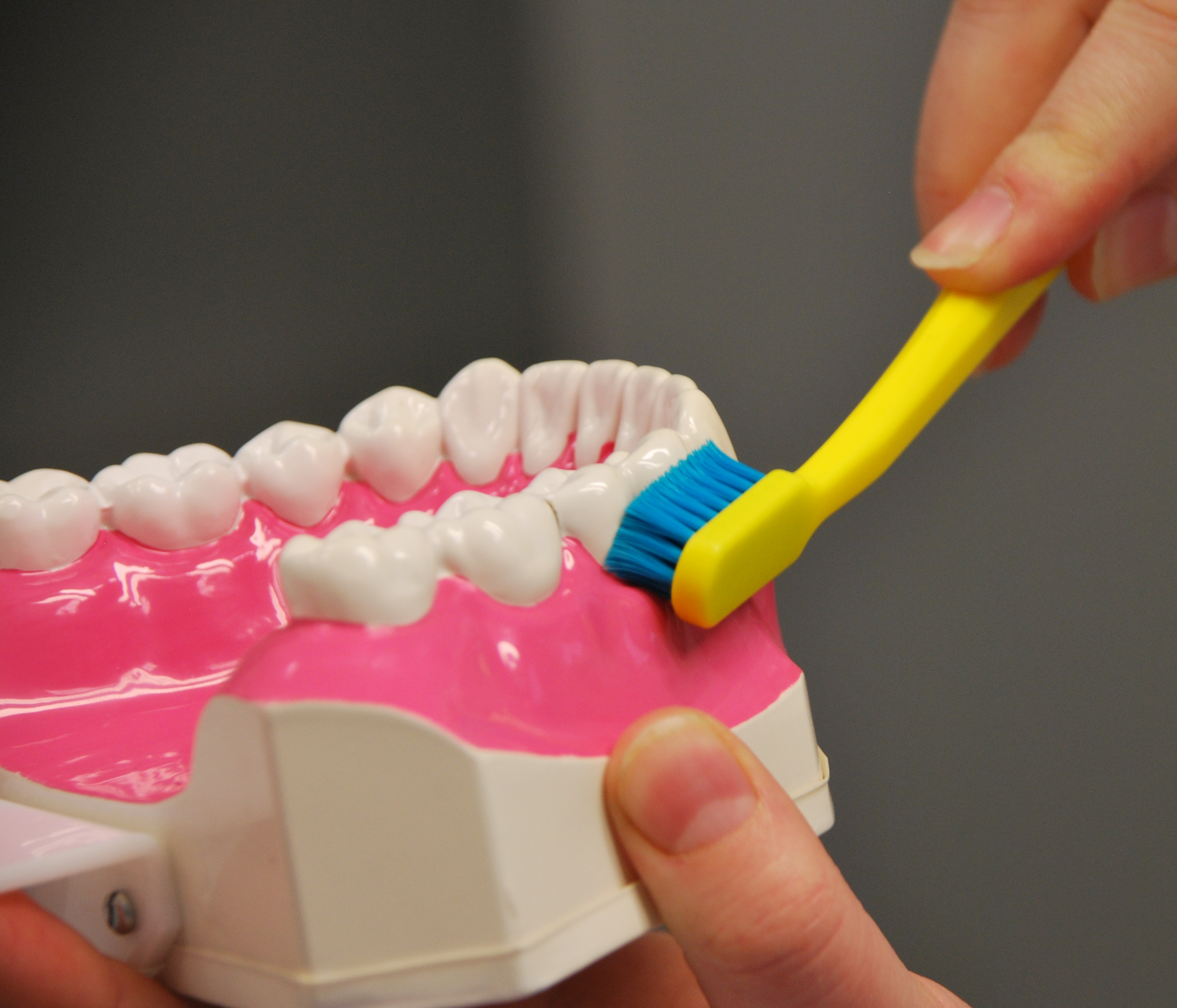
Demonstration der Zahnputztechnik

Diese Gebührennummer beinhaltet die Aufklärung des Versicherten und ggf. dessen Erziehungsberechtigten über Krankheitsursachen sowie deren Vermeidung, Motivation und Remotivation. Sie kann je Kalenderhalbjahr einmal abgerechnet werden und muss als Einzelunterweisung erfolgen.
Die Mundgesundheitsaufklärung beinhaltet folgende Leistungen:
- Die Aufklärung über Ursachen von Karies und Gingivitis sowie deren Vermeidung;
- ggf. Ernährungshinweise und Mundhygieneberatung, auch unter Berücksichtigung der Messwerte der gewählten Mundhygiene-Indizes;
- Empfehlungen zur Anwendung geeigneter Fluoridierungsmittel zur Schmelzhärtung (fluoridiertes Speisesalz, fluoridierte Zahnpasta, fluoridierte Gelees und dergl.); ggf. Abgabe/Verordnung von Fluoridtabletten;
- praktische Übung von Mundhygienetechniken, auch zur Reinigung der Interdentalräume.

Der Zahnarzt soll Inhalt und Umfang der notwendigen Prophylaxemaßnahmen nach den individuellen Gegebenheiten des Einzelfalles festlegen. In einem Zeitraum von drei Jahren sind alle Leistungsbestandteile mindestens einmal zu erbringen. In Fällen zufriedenstellender Mundhygiene nach wiederholten Prophylaxemaßnahmen kann die IP 2 ggf. wegfallen.

#### IP 4 Lokale Fluoridierung der Zähne
Diese Gebührenziffer ist berechenbar für die lokale Fluoridierung zur Zahnschmelzhärtung mit Lack oder Gel einschließlich der zuvor durchgeführten Beseitigung von weichen Zahnbelägen und der Trockenlegung der Zähne. Die Fluoridierung setzt eine gründliche Reinigung und Trockenlegung des Zahnes voraus. Das Entfernen harter Zahnbeläge (Zahnsteinentfernung) wird nach BEMA Nr. 107 abgerechnet.
Eine Leistung nach IP 4 kann bei vorzeitigem Durchbruch der 6-Jahresmolaren auch bei Kindern vor Vollendung des 6. Lebensjahres abgerechnet werden. Sie ist in der Regel je Kalenderhalbjahr einmal abrechenbar. Bei Versicherten mit hohem Kariesrisiko kann ab dem 6. Lebensjahr bis zur Vollendung des 18. Lebensjahres die Nr. IP 4 auch zweimal je Kalenderhalbjahr abgerechnet werden.

#### IP 5 Versiegelung von bleibenden Molaren
Die Versiegelung von kariesfreien Fissuren und Grübchen der bleibenden Molaren (Zähne 6 und 7) mit aushärtenden Kunststoffen wird je Zahn abgerechnet.
Hierzu gehört die gründliche Beseitigung der weichen Zahnbeläge und die Trockenlegung der zu versiegelnden Zähne. Das Entfernen harter Zahnbeläge wird nach BEMA Nr. 107 abgerechnet. Eine Leistung nach Nr. IP 5 kann auch bei Durchbruch der 6-Jahresmolaren bei Kindern vor Vollendung des 6. Lebensjahres abgerechnet werden. Sie ist nicht angezeigt, wenn die Fissur bereits kariös erkrankt ist. Vor der Fluoridierung muss die Versiegelung des Zahnes abgeschlossen sein.

#### BEMA-Nr. 107 Entfernen harter Zahnbeläge
Das Entfernen harter Zahnbeläge wird je Sitzung berechnet, kann aber pro Jahr nur einmal berechnet werden. Öfter notwendig gewordene Zahnsteinentfernungen sind nach der privaten Gebührenordnung für Zahnärzte abzurechnen.

#### Früherkennungsuntersuchung bei Kleinkindern
Einzelne gesetzliche Krankenkassen haben mit Landes-KZVen Verträge zur Früherkennungsuntersuchung bei Kleinkindern geschlossen, die bereits zwischen dem sechsten und dreißigsten Lebensmonat kostenfrei zwei zusätzliche Früherkennungsuntersuchungen nutzen können, bei denen unter anderem das Kariesrisiko eingeschätzt wird. Die Kassenzahnärztliche Bundesvereinigung (KZBV) hat ein Konzept zur zahnmedizinischen Prävention bei Kleinkindern, gegen die  Early childhood caries (ECC) entwickelt, das eine Aufnahme dieser Leistung in den Leistungskatalog (BEMA) der gesetzlichen Krankenkassen vorsieht.

### Erwachsene

#### BEMA-Nr. 107 Entfernen harter Zahnbeläge
Das Entfernen harter Zahnbeläge wird je Sitzung berechnet, kann aber pro Jahr nur einmal berechnet werden.

### Weitere individualprophylaktische Leistungen
Hierzu gehört die Erhebung des Parodontalen Screening-Index (PSI-Code), einer Zahnfleischtaschentiefenmessung, worauf Kassenpatienten alle zwei Jahre Anspruch haben. Die Abrechnung erfolgt nach BEMA-Nr. 04.
Weitere individualprophylaktische Leistungen können nach der Gebührenordnung für Zahnärzte privat in Anspruch genommen werden.

## Privatzahnheilkunde
In der privaten Gebührenordnung für Zahnärzte (GOZ) sind sechs Gebührenpositionen für die Individualprophylaxe vorgesehen. In den allgemeinen Bestimmungen heißt es hierzu: „Prophylaktische Leistungen nach Abschnitt B sind nur bei Einzelunterweisung (Individualprophylaxe) berechnungsfähig; bei Gruppenunterweisung (Gruppenprophylaxe) sind sie nicht berechnungsfähig.“ Die Leistungen sind mengenmäßig begrenzt. Es heißt hierzu, Die Leistung nach der Nummer 1000 ist innerhalb eines Jahres einmal, die Leistung nach der Nummer 1010 innerhalb eines Jahres dreimal berechnungsfähig. Darüber hinausgehende Leistungen können als sog. Verlangensleistungen gemäß § 1 Abs. 2 GOZ erbracht werden, d. h. auf ausdrücklichen Wunsch des Patienten. Verlangensleistungen unterliegen oft einem Leistungsausschluss in privaten Krankenversicherungsverträgen, so dass der Patient dafür keine Erstattung zu erwarten hat.

### GOZ 1000 Erstellen eines Mundhygienestatus
Erstellen eines Mundhygienestatus und eingehende Unterweisung zur Vorbeugung gegen Karies und parodontale Erkrankungen, Dauer mindestens 25 Minuten.

### GOZ 1010 Kontrolle
Kontrolle des Übungserfolges einschließlich weiterer Unterweisung, Dauer mindestens 15 Minuten.

### GOZ 1020 Lokale Fluoridierung
Lokale Fluoridierung zur Verbesserung der Zahnhartsubstanz, zur Kariesvorbeugung und -behandlung, mit Lack oder Gel, je Sitzung. Die Leistungen umfassen die Erhebung von Mundhygiene-Indizes, das Anfärben der Zähne, die praktische Unterweisung mit individuellen Übungen und die Motivierung des Patienten. Die Leistung nach der Nummer 1020 ist innerhalb eines Jahres höchstens viermal berechnungsfähig.

### GOZ 1030 Lokale Anwendung von Medikamenten
Lokale Anwendung von Medikamenten zur Kariesvorbeugung oder initialen Kariesbehandlung mit einer individuell gefertigten Schiene als Medikamententräger, je Kiefer Die Herstellung einer individuellen Schiene als Medikamententräger (z. B. Tiefziehschiene) ist gesondert berechnungsfähig. Mit der Gebühr sind die Kosten für das verwendete Medikament abgegolten. Die Anwendung eines konfektionierten Löffels als Medikamententräger erfüllt nicht den Inhalt der Leistung nach der Nummer 1030. Bei Anwendung einer individuell gefertigten Schiene als Medikamententräger für Fluoridierungsmittel ist die mehr als viermalige Berechnung der Leistung nach Nummer 1030 innerhalb eines Jahres in der Rechnung zu begründen.

### GOZ 1040 Professionelle Zahnreinigung
Die Leistung der professionellen Zahnreinigung umfasst das Entfernen der supragingivalen/gingivalen Beläge auf Zahn- und Wurzeloberflächen einschließlich Reinigung der Zahnzwischenräume, das Entfernen des Biofilms, die Oberflächenpolitur und geeignete Fluoridierungsmaßnahmen, je Zahn oder Implantat oder Brückenglied.

### GOZ 2000 Versiegelung
Versiegelung von kariesfreien Zahnfissuren mit aushärtenden Kunststoffen, auch Glattflächenversiegelung, je Zahn

### GOZ 4050, GOZ 4055 Entfernung harter und weicher Zahnbeläge
GOZ 4050 Entfernung harter und weicher Zahnbeläge, gegebenenfalls einschließlich Polieren an einem einwurzeligen Zahn oder Implantat, auch Brückenglied

GOZ 4055 Entfernung harter und weicher Zahnbeläge, gegebenenfalls einschließlich Polieren an einem mehrwurzeligen Zahn

Die Leistungen nach den Nummern 4050 und 4055 sind für denselben Zahn innerhalb von 30 Tagen nur einmal berechnungsfähig.

### GOZ 4060 Kontrolle nach Entfernung harter und weicher Zahnbeläge
Kontrolle nach Entfernung harter und weicher Zahnbeläge oder professioneller Zahnreinigung nach der GOZ Nummer 1040 mit Nachreinigung einschließlich Polieren, je Zahn, oder Implantat, auch Brückenglied

Die Leistung nach der Nummer 4060 ist neben den Leistungen nach den Nummern 1040, 4050 und 4055 nicht berechnungsfähig.